# FPort
Fport é uma ferramenta gratuita para Windows NT, Windows 2000 e Windows XP, que lista os programas que estão abrindo cada uma das portas TCP e UDP no computador onde é executado.
Deste modo, o usuário pode verificar se há programas estranhos que estão oferecendo acesso ao sistema. Neste caso, pode-se usar um utilitário para cancelar o programa. Tanto aqueles de linha de comando, como PSKill, como eventualmente o Gerenciador de Tarefas do Windows.
Tipicamente, tanto vírus quanto os programas de tipo trojan, ou Cavalo de Troia, abrem portas de número maior do que aquelas padronizadas. Por isso, pode ser indício de sua ação a abertura de portas de número alto. Por exemplo, 3112, 31337 etc.

## Instalação
O programa pode ser baixado dos servidores da Foundstone, como um arquivo do tipo Zip.  Expanda-o em um diretório conveniente.

## Uso
Tendo sido instalado, execute o fport pela linha de comando, também chamada de prompt de comando -- ele não abre janelas. Pode ser executado a partir do diretório de instalação, ou de outro qualquer, caso o diretório de instalação faça parte do caminho de execução.
Uma execução típica em um sistema Windows NT pode gerar a saída
```
C:\>fport
FPort v2.0 - TCP/IP Process to Port Mapper
Copyright 2000 by Foundstone, Inc.

http://www.foundstone.com

Pid   Process            Port  Proto Path
392   svchost        →  135   TCP   C:\WINNT\system32\svchost.exe
8     System         →  139   TCP
8     System         →  445   TCP
508   MSTask         →  1025  TCP   C:\WINNT\system32\MSTask.exe
392   svchost        →  135   UDP   C:\WINNT\system32\svchost.exe
8     System         →  137   UDP
8     System         →  138   UDP
8     System         →  445   UDP
224   lsass          →  500   UDP   C:\WINNT\system32\lsass.exe
212   services       →  1026  UDP   C:\WINNT\system32\services.exe
```

Neste caso, pode-se ver que as portas 1025 e 1026 foram abertas por utilitários do sistema operacional.
Infelizmente o fport dá listagem em termos de portas internas, e deve ser complementado com o uso do netstat.